# Liste der Äbtissinnen von Quedlinburg

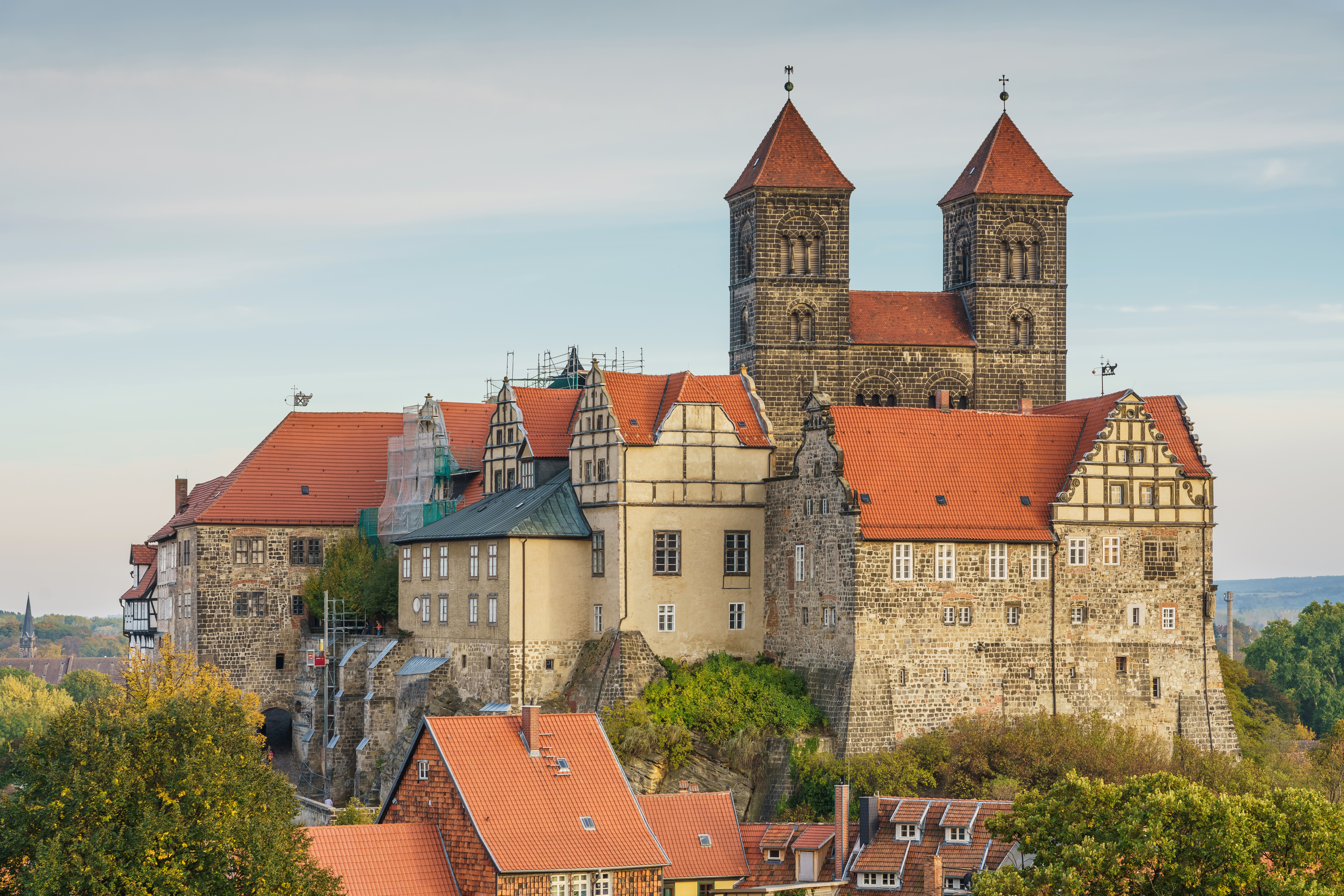
Stiftsgebäude in Quedlinburg von Westen

Die Äbtissinnen von Quedlinburg regierten das Frauenstift Quedlinburg von 966 bis zu seiner Aufhebung im Zuge des Reichsdeputationshauptschlusses im Jahre 1803. Das Stift wurde bereits 936 durch Otto I. gegründet. Die ursprüngliche Idee dazu stammte wohl von seiner Mutter, Königin Mathilde (* um 895 in Enger; † 14. März 968 in Quedlinburg), die bis 909 selbst im Frauenstift Herford erzogen worden war. Königin Mathilde und ihr Mann Heinrich I. hatten bereits vor 936 versucht, den Konvent des Klosters Wendhusen nach Quedlinburg zu verlegen, um dort ein Frauenstift zu gründen. Dies scheiterte jedoch am Widerstand der Wendhusener Stiftsdamen, insbesondere der dortigen Äbtissin Diemot. So wurde das Quedlinburger Stift mit anderen Frauen besetzt. Die ersten 30 Jahre stand ihm die Königin Mathilde, als Witwe König Heinrichs I. vor, ohne jedoch zu einer Äbtissin geweiht worden zu sein. Erst ihre Enkelin, eine Tochter Ottos I. des Großen und nach ihrer Großmutter ebenfalls Mathilde genannt, wurde 966 zur ersten Äbtissin geweiht.
Wie die Äbtissinnen von Essen, von Gandersheim, von Herford oder von Vreden hatten die Quedlinburger Äbtissinnen als Reichsfürstinnen des Heiligen Römischen Reiches einen eigenen Sitz auf den Reichstagen. 1641 beantragten diese nicht im sogenannten schwäbischen Kreis ansässigen Reichsstifte, die sich im Rheinischen Reichsprälatenkollegium organisierten, eine eigene Kuriatstimme.
Die Äbtissinnen von Quedlinburg hatten in den fast 900 Jahren, in denen das Stift auf dem Quedlinburger Schlossberg bestand, mehrere große Bewährungsproben zu bestehen. Zunächst mussten sie den Bedeutungsverlust abfangen, als ab dem 13. Jahrhundert die königlichen und kaiserlichen Herrscherbesuche ausblieben. Dann opponierten im Jahre 1477 die Bürger der Stadt Quedlinburg mit Waffengewalt gegen ihre Stadtherrin. Äbtissin Hedwig von Sachsen ersuchte ihre Brüder, die Wettiner Herzöge Ernst und Albrecht, um Hilfe. Die entsandten Truppen stürmten die Stadt ohne eigene Verluste. Daraufhin unterwarf sich die Bürgerschaft und schied aus sämtlichen Bündnissen aus. Auch während der Sedisvakanz des Äbtissinnenstuhls von 1704 bis 1718 war das Stift in einer bedrohlichen Lage.
Insgesamt wird die Äbtissinnenliste mit 39 Äbtissinnen durchgezählt. Königin Mathilde (936–966) und Aurora von Königsmark (1704–1718) haben das Stift geleitet, ohne Äbtissinnen gewesen zu sein. Die Namen der beiden Äbtissinnen Eilica (1095–1110) und Meregart (1160–1161) sind nur durch Münzfunde bezeugt, aber nicht urkundlich überliefert.

## Äbtissinnen des Stiftes Quedlinburg (966–1803)
| Nr. | Name (Lebensdaten) | Abbatiat                                                | Anmerkungen | Herkunft/Bezug                                                  | Darstellung |
| --- | --- | ------------------------------------------------------- | --- | --------------------------------------------------------------- | ----------- |
| 1.  | Mathilde * Anfang 955 † 7./8. Februar 999 Quedlinburg (Alter: ca. 44 Jahre)                                                           | 0966–999 (Dauer: 33 Jahre) Weihealter: 11 Jahre         | Kaiser Otto I. und Adelheid von Burgund bestimmten ihre Tochter Mathilde zur ersten Äbtissin von Quedlinburg. Als Elfjährige wurde sie 966 von allen Erzbischöfen und Bischöfen des Reiches zur Äbtissin geweiht. Papst Johannes XIII. bestätigte die Weihe im April 967. Während die Kaiser in Italien weilten, übte Mathilde als metropolitana nördlich der Alpen die Funktion der Reichsverweserin aus. | Liudolfinger Schwester Kaiser Ottos II.                         |             |
| 2.  | Adelheid I. * 977 † 14. Januar 1043 Quedlinburg (Alter: ca. 67 Jahre)                                                                 | 0999–1043 (Dauer: 45 Jahre) Weihealter: 22 Jahre        | Adelheids Eltern waren Kaiser Otto II. und Theophanu. Nach dem Tod ihrer Tante am 7. Februar 999 wurde sie zu ihrer Nachfolgerin gewählt und am Michaelistag desselben Jahres von Bischof Arnulf in Gegenwart anderer Bischöfe und vieler weltlicher Großer als Äbtissin geweiht. Während ihrer Regierung wurden 1021 die Stiftskirche und deren Altäre in Gegenwart des Kaisers durch den Bischof Arnulf von Halberstadt, den Erzbischof Gero von Magdeburg und andere Bischöfe eingeweiht. | Liudolfinger Schwester Kaiser Ottos III.                        |             |
| 3.  | Beatrix I. * 1037 † 13. Juli 1061 Quedlinburg (Alter: ca. 24 Jahre)                                                                   | 1043–1061 (Dauer: 17 Jahre) Weihealter: 7 Jahre         | Beatrix war die einzige Tochter Kaiser Heinrichs III. aus seiner ersten Ehe mit Gunhild von Dänemark. Seit 1043 Äbtissin im Stift Gandersheim und seit 1044 Äbtissin im Stift Quedlinburg war sie auch noch Äbtissin im Stift Vreden. Nach ihrem Tod wurde sie in Quedlinburg begraben, muss aber nach der Brandkatastrophe der Stiftskirche 1070 umgebettet worden sein. Eine bleierne Beinkiste, die aufgrund der Inschrift mit hoher Sicherheit Beatrix zugeordnet werden kann, wird seit etwa 1161 im Kloster Michaelstein verwahrt. In Quedlinburg erinnert eine Grabplatte aus der Zeit der Kirchenneuweihe 1129 an die Äbtissin.                                      | Salier (Halb-)Schwester Kaiser Heinrichs IV.                    |             |
| 4.  | Adelheid II. * Herbst 1045 wohl in Goslar † 11. Januar 1096 in Quedlinburg (Alter: ca. 50 Jahre)                                      | 1062–1096 (Dauer: 34 Jahre) Weihealter: 17 Jahre        | Als älteste Tochter Kaiser Heinrichs III. aus seiner zweiten Ehe mit Agnes von Poitou war Adelheid zunächst (1061) als Äbtissin von Gandersheim eingesetzt worden. Seit 1063 war sie auch Nachfolgerin ihrer älteren Halbschwester Beatrix im Stift Quedlinburg. In ihre Amtszeit fällt die Zerstörung der beiden bedeutenden Stiftskirchen 1071 in Quedlinburg und 1081 in Gandersheim durch Großbrände. | Salier Schwester Kaiser Heinrichs IV.                           |             |
| 5.  | Eilica * vor 1080 † 18. Juni [1110](?)                                                                                                | 1096–1110                                               | Eilica ist nur durch Münzen im 1892 gehobenen Münzfund von Aschen II und durch Münzfunde in Schweden nachgewiesen. | unbekannt                                                       |             |
| 6.  | Agnes I. * nach 1088 † 1125 Quedlinburg (Alter: ca. 37 Jahre)                                                                         | 1110–1125 (Dauer: 15 Jahre)                             | Agnes war eine von drei Töchtern des polnischen Herzogs Władysław I. Herman und seiner Frau Judith, einer Schwester Kaiser Heinrichs IV. Agnes war wie ihre Tanten Beatrix und Adelheid Äbtissin der Stifte Gandersheim und Quedlinburg. | Piasten Cousine Kaiser Heinrichs V.                             |             |
| 7.  | Gerburg von Kappenberg † 12. Juli 1137 Quedlinburg                                                                                    | 1126–1137 (Dauer: 11 Jahre)                             | Gerburg (auch Gerberga) war wohl eine Schwester der Grafen Gottfried und Otto von Cappenberg. Vermutlich ist sie identisch mit Gerburg, der Äbtissin von Überwasser, das sie dann am 16. November 1126 verlassen hätte. Ihre erste Urkunde als Äbtissin in Quedlinburg datiert auf den 15. April 1134, als sie mit Kaiser Lothar III. und seiner Gemahlin das Osterfest in Halberstadt feierte. | Kappenberg Tochter des Patenonkels Kaiser Friedrichs Barbarossa |             |
| 8.  | Beatrix II. von Winzenburg * vor 1123 † 2. April 1160 Quedlinburg (Alter: ca. 37 Jahre)                                               | 1137–1160 (Dauer: 23 Jahre)                             | Beatrix war die Tochter Graf Herrmanns I. von Winzenburg und der Hedwig, Tochter Ludolfs I. von Wöltingerode, und somit Schwester von Sophia, der Gemahlin Albrechts des Bären (1100–1170). Zunächst war sie von 1123 bis 1138 Äbtissin des westfälischen Klosters Heerse (Neuenheerse bei Paderborn). | Formbach                                                        |             |
| 9.  | Meregart unbekannt | 1160–1161                                               | Meregart ist nur durch Münzfunde im Brakteatenfund von Freckleben (1860) nachgewiesen. | unbekannt                                                       |             |
| 10. | Adelheid III. von Sommerschenburg * um 1130 † 1. Mai 1184 Quedlinburg (Alter: ca. 54 Jahre)                                           | 1161–1184 (Dauer: 23 Jahre)                             | Adelheids Eltern waren der Pfalzgraf von Sachsen Friedrich II. von Sommerschenburg und Luitgard, die Tochter des Markgrafen Rudolf von Stade. 1153 wurde sie Äbtissin von Gandersheim und 1161 von Quedlinburg. | Sommerschenburg                                                 |             |
| 11. | Agnes II. von Meißen * vor 19. Juni 1145 † 22. Januar 1203 Quedlinburg (Alter: ca. 57 Jahre)                                          | 1184–1203 (Dauer: 19 Jahre)                             | Agnes war die Tochter des Markgrafen Konrad des Großen von der Ostmark und von Meißen und der Luitgard. | Wettiner                                                        |             |
| 12. | Sophia I. von Brehna * vor 1182 † 9. Juni 1226 Quedlinburg (Alter: ca. 44 Jahre)                                                      | 1203–1226 (Dauer: 23 Jahre)                             | Sophia war die Nichte der Äbtissin Agnes II. Sie war die Tochter des Grafen Friedrich I. von Brehna, des Bruders der Äbtissin Agnes II. Ihre Mutter war Hedwig, die Tochter Fürst Theobalds I. von Böhmen-Jamnitz. | Wettiner                                                        |             |
| 13. | Bertradis I. von Krosigk * vor 1221 † nach 1229                                                                                       | 1226–1230 (Dauer: 4 Jahre)                              | Bertradis (auch Bertrade) war eine Tochter des Freiherrn Dedo II. von Krosigk und der Adelheid, vermutlich von Harbke. Ihr Bruder war der Halberstädter Bischof Konrad von Krosigk (1201–1209). | Krosigk                                                         |             |
| 14. | Kunigunde von Kranichfeld und Kirchberg * vor 1222 † Anfang 1231                                                                      | 1230–1231 (Dauer: 1 Jahr)                               | Kunigunde war eine Gräfin von Kranichfeld und eine Schwester des Halberstädter Bischofs Meinard von Kranichfeld (1241–1253). | Kranichfeld                                                     |             |
| 15. | Osterlinde von Falkenstein † 1233 | 1231–1233 (Dauer: 2 Jahre)                              | In einer Urkunde vom 12. März 1232 bezeichnet Osterlindis den Grafen Hoyer von Falkenstein als ihren consanguinus. Außer dieser Angabe ist nichts über ihre genauere Abstammung bekannt. Seit 1222 war sie Stiftsdame in Quedlinburg und ihre erste Urkunde als Äbtissin datiert auf den 1. August 1231. | Falkenstein                                                     |             |
| 16. | Gertrud von Ampfurth * vor 1223 † 11. Oktober 1270                                                                                    | 1233–1270 (Dauer: 37 Jahre)                             | Gertrud war die Tochter des Werner von Ampfurth. Am 2. November 1254 wurde sie von König Wilhelm gebannt. Während ihrer Amtszeit und mit ihrer Zustimmung verkaufte Graf Hoyer von Falkenstein die Schutzvogtei über Stift und Stadt Quedlinburg an den Grafen Siegfried von Blankenburg. | Ampfurth                                                        |             |
| 17. | Bertradis II. * vor 1270 † 13. Oktober 1308 (Alter: ca. 38 Jahre)                                                                     | 1270–1308 (Dauer: 38 Jahre)                             | Die genaue familiäre Abstammung von Bertradis (auch Bertrade) ist unbekannt. Am 5. November 1286 ließ sie sich von Papst Honorius IV. alle von früheren Päpsten gegebenen Rechte erneuern, insbesondere diejenigen, die ihre Vorgängerinnen nicht ausgeübt hatten. Sie verkaufte 1300 die Quedlinburger Neustadt an den Grafen Ulrich von Regenstein. | unbekannt                                                       |             |
| 18. | Jutta von Kranichfeld * 1285 5. November 1347 (Alter: ca. 62 Jahre)                                                                   | 1308–1347 (Dauer: 39 Jahre) Weihealter: 23 Jahre        | Juttas Vater war der Graf Volrad VIII. von Kranichfeld. Ihre Mutter hieß vermutlich Bia. Unter ihrer Herrschaft wurde 1320 der Chor der Stiftskirche in hochgotischen Formen erneuert und dabei verlängert. Weiterhin wurde unter ihrer Regierung 1330 die Quedlinburger Neustadt an die Altstadt verlehnt. | Schwarzburg                                                     |             |
| 19. | Luitgard zu Stolberg * vor 1336 † 17. Dezember 1353 (Alter: ca. 17 Jahre)                                                             | 1347–1353 (Dauer: 6 Jahre)                              | Luitgards Vater war der Graf Ludwig von Stolberg-Wernigerode. Ihre Mutter entstammte vermutlich dem Hause der Grafen von Beichlingen. | Stolberg                                                        |             |
| 20. | Agnes III. von Schraplau * vor 1344 † 9. Oktober 1364                                                                                 | 1354–1362 (Dauer: 8 Jahre)                              | Agnes war die Tochter des Burchard, genannt Lappo von Schraplau. Sie geriet mit ihrem Kapitel in so erhebliche Konflikte, dass diese vor Kaiser Karl IV. und Papst Innozenz VI. getragen wurden. Aufgrund eines weiteren Konfliktes mit dem Bischof Albrecht II. von Halberstadt hat sie bereits 1362 abgedankt. | Schraplau                                                       |             |
| 21. | Elisabeth I. von Hakeborn * vor 1352 † Anfang 1375                                                                                    | 1362–1375 (Dauer: 13 Jahre)                             | Die genaue familiäre Abstammung von Elisabeth ist unbekannt. | Hakeborn                                                        |             |
| 22. | Margarete von Schraplau * vor 1355 † 13./14. Dezember 1379 (Alter: ca. 24 Jahre)                                                      | 1376–1379 (Dauer: 3 Jahre)                              | Margarete war die Schwester von Agnes III. Sie war eine Tochter des Burchard Lappo. Da sie 1355 als Pröpstin bezeugt ist, hatte sie schon ein höheres Alter, als sie zur Äbtissin gewählt wurde. Karl IV. belehnte sie am 10. Mai 1377 mit den Regalien des Stiftes | Schraplau                                                       |             |
| 23. | Irmgard von Kirchberg * vor 1356 † 20./22. August 1405 (Alter: ca. 49 Jahre)                                                          | 1379–1405 (Dauer: 26 Jahre)                             | Irmgard (auch Ermgard) war die jüngste Tochter des Burggrafen Albrecht I. von Kirchberg und der Elisabeth, geborene Gräfin von Orlamünde. | Burggrafen von Kirchberg                                        |             |
| 24. | Adelheid IV. von Isenburg * vor 1376 † 15. März 1441 Quedlinburg (Alter: ca. 65 Jahre)                                                | 1405–1435 (Dauer: 30 Jahre)                             | Adelheids Eltern waren Heinrich II., der Herr von Ysenburg und die Gräfin Adelheid zu Hanau. Sie legte 1435 aus Altersgründen ihr Amt nieder. | Isenburg                                                        |             |
| 25. | Anna I. Reuß von Plauen * vor 1416 † 14. Januar 1458 Quedlinburg (Alter: ca. 42 Jahre)                                                | 1435–1458 (Dauer: 23 Jahre)                             | Anna war die Tochter Heinrichs IX. von Reuss, Herr zu Plauen und Königswarth und der Gräfin Anna von Riesenburg. | Plauen                                                          |             |
| 26. | Hedwig von Sachsen * 31. Oktober 1445 in Meißen † 13. Juni 1511 in Quedlinburg (Alter: 65 Jahre und 225 Tage)                         | 1458–1511 (Dauer: 53 Jahre) Weihealter: 13 Jahre        | Hedwig war das jüngste Kind des Kurfürsten Friedrich II. von Sachsen (1412–1464) aus dessen Ehe mit Margarete (1416/7–1486), Tochter des Herzogs Ernst von Österreich. In ihrer Herrschaftszeit versuchte die Stadt Quedlinburg vergeblich sich gegen ihre Stadtherrin aufzulehnen. Von Kaiser Friedrich III. wurde sie in den Kannenorden aufgenommen. Hedwig ist in der Stiftskirche St. Servatius in Quedlinburg bestattet. | Sachsen                                                         |             |
| 27. | Magdalene von Anhalt-Köthen-Zerbst * vor 1491 2. Oktober 1515 (Alter: ca. 24 Jahre)                                                   | 1511–1515 (Dauer: 4 Jahre) Weihealter: 20 Jahre         | Magdalene (auch Magdalena) war die Tochter von Albrecht IV. von Anhalt (Zerbster Linie der Askanier) und Elisabeth, der Tochter Günthers III. von Mansfeld. Wegen Unstimmigkeiten bezüglich der Schutzherrschaft geriet sie mit Herzog Georg von Sachsen in Streit, legte 1514 schließlich ihr Amt nieder und ging nach Gandersheim. | Anhalt-Köthen                                                   |             |
| 28. | Anna II. zu Stolberg * 28. Januar 1504 in Stolberg (Harz) † 4. März 1574 (Alter: 70 Jahre und 35 Tage)                                | 1515–1574 (Dauer: 59 Jahre) Weihealter: 11 Jahre        | Anna II., die bereits als Elfjährige Äbtissin wurde, war die letzte katholische Äbtissin. Die reformatorische Lehre zeigte seit 1523 vom Augustinerkloster in der Quedlinburger Neustadt ausgehend Wirkungen. Jedoch verhinderte Georg der Bärtige, Herzog von Sachsen (1471–1539), dass das Stift sich lutherischen Lehren offiziell zuwandte. Nachdem er 1539 verstorben war, wurde das Stift Quedlinburg und mit ihm auch die Stadt evangelisch, damit war Anna II. auch die erste evangelische Äbtissin. Anna war die älteste Tochter des Grafen Botho zu Stolberg und seiner Gattin Anna von Eppstein-Königstein. Sie war die ältere Schwester von Juliana zu Stolberg. | Stolberg                                                        |             |
| 29. | Elisabeth II. von Regenstein-Blankenburg * 1542 † 20. Juli 1584 in Quedlinburg (Alter: ca. 42 Jahre)                                  | 1574–1584 (Dauer: 10 Jahre) Weihealter: 32 Jahre        | Elisabeth war eine Tochter des Grafen Ulrich von Regenstein-Blankenburg (1499–1551) und dessen zweiter Gemahlin Magdalena zu Stolberg. | Regenstein-Blankenburg                                          |             |
| 30. | Anna III. zu Stolberg-Wernigerode * 3. April 1565 † 12. Mai 1601 in Quedlinburg (Alter: 36 Jahre und 70 Tage)                         | 1584–1601 (Dauer: 17 Jahre) Weihealter: 19 Jahre        | Annas Eltern waren der Graf Heinrich zu Stolberg (1509–1572) und dessen Gemahlin Elisabeth von Gleichen († 1578). Sie war die erste Äbtissin, die nicht um eine päpstliche Bestätigung nachsuchte. In ihrer Zeit fand 1585 ein theologisches Streitgespräch in Quedlinburg statt. | Stolberg                                                        |             |
| 31. | Maria von Sachsen-Weimar * 7. Oktober 1571 in Weimar † 7. März 1610 in Halle (Alter: 38 Jahre und 151 Tage)                           | 1601–1610 (Dauer: 9 Jahre) Einsetzungssalter: 30 Jahre  | Maria war eine Tochter des Herzogs Johann Wilhelm I. von Sachsen-Weimar (1530–1573) und dessen Gemahlin Pfalzgräfin Dorothea Susanna von der Pfalz (1544–1592), Tochter des Kurfürsten Friedrich III. von der Pfalz. | Sachsen-Weimar                                                  |             |
| 32. | Dorothea von Sachsen * 7. Januar 1591 in Dresden † 17. November 1617 ebenda (Alter: 26 Jahre und 314 Tage)                            | 1610–1617 (Dauer: 7 Jahre) Einsetzungssalter: 19 Jahre  | Dorotheas Eltern waren der Kurfürst Christian I. von Sachsen (1560–1591) und dessen Gemahlin Sophie von Brandenburg (1568–1622), die Tochter des Kurfürsten Johann Georg von Brandenburg. | Sachsen                                                         |             |
| 33. | Dorothea Sophie von Sachsen-Altenburg * 19. Dezember 1587 in Weimar † 10. Februar 1645 ebenda (Alter: 57 Jahre und 53 Tage)           | 1617–1645 (Dauer: 28 Jahre) Einsetzungssalter: 30 Jahre | Dorothea Sophie war eine Tochter des Herzogs Friedrich Wilhelm I. von Sachsen-Weimar (1562–1602) aus dessen erster Ehe mit Herzogin Sophie von Württemberg (1563–1590). Die überwiegende Zahl der erhaltenen Wappensteine geht auf Dorothea Sophie zurück. | Sachsen-Weimar                                                  |             |
| 34. | Anna Sophia I. von Pfalz-Birkenfeld * 2. April 1619 in Birkenfeld † 1. September 1680 in Quedlinburg (Alter: 61 Jahre und 152 Tage)   | 1645–1680 (Dauer: 35 Jahre) Einsetzungssalter: 26 Jahre | Anna Sophia war eine Tochter des Pfalzgrafen und Herzogs Georg Wilhelm von Zweibrücken-Birkenfeld (1591–1669) aus dessen erster Ehe mit Gräfin Dorothea von Solms-Sonnenwalde (1586–1625). | Zweibrücken-Birkenfeld                                          |             |
| 35. | Anna Sophie II. von Hessen-Darmstadt * 17. Dezember 1638 in Marburg † 13. Dezember 1683 in Quedlinburg (Alter: 44 Jahre und 361 Tage) | 1681–1683 (Dauer: 2 Jahre) Einsetzungssalter: 43 Jahre  | Anna Sophias Eltern waren der Landgraf Georg II. von Hessen-Darmstadt (1605–1661) und dessen Frau Prinzessin Sophie Eleonore (1609–1671), die Tochter des Kurfürsten Johann Georg I. von Sachsen. | Hessen-Darmstadt                                                |             |
| 36. | Anna Dorothea von Sachsen-Weimar * 12. November 1657 in Weimar † 24. Juni 1704 in Quedlinburg (Alter: 46 Jahre und 225 Tage)          | 1684–1704 (Dauer: 20 Jahre) Einsetzungssalter: 27 Jahre | Anna Dorothea war eine Tochter des Herzogs Johann Ernst II. von Sachsen-Weimar und dessen Frau Prinzessin Christine Elisabeth von Schleswig-Holstein-Sonderburg (1638–1679) | Sachsen-Weimar                                                  |             |
|     | Aurora von Königsmarck * 28. April 1662 in Stade † 16. Februar 1728 in Quedlinburg (Alter: 65 Jahre und 294 Tage)                     | 1704–1718 (Dauer: 14 Jahre) Einsetzungssalter: 42 Jahre | Aurora regierte als Koadjutrix während der Sedisvakanz als Pröpstin das Stift. Sie war die Tochter des Grafen Conrad Christopher von Königsmarck (1634–1673) und seiner Frau Maria Christina von Wrangel (1637–1691). | Königsmarck                                                     |             |
| 37. | Marie Elisabeth von Holstein-Gottorf * 21. März 1678 in Hamburg † 17. Juli 1755 in Quedlinburg (Alter: 77 Jahre und 118 Tage)         | 1718–1755 (Dauer: 37 Jahre) Einsetzungssalter: 40 Jahre | Marie Elisabeths Eltern waren der Herzog Christian Albrecht von Schleswig-Holstein-Gottorf (1641–1695) und dessen Frau Prinzessin Friederike Amalie (1649–1704), die Tochter des Königs Friedrich III. von Dänemark. | Schleswig-Holstein-Gottorf                                      |             |
| 38. | Amalie von Preußen * 9. November 1723 in Berlin † 30. März 1787 ebenda (Alter: 63 Jahre und 141 Tage)                                 | 1756–1787 (Dauer: 31 Jahre) Einsetzungssalter: 33 Jahre | Amalie war die siebente Tochter von König Friedrich Wilhelm I. von Preußen (1688–1740) und seiner Gemahlin Sophie Dorothea von Hannover (1687–1757) und die jüngste Schwester Friedrichs des Großen | Brandenburg                                                     |             |
| 39. | Sophie Albertine von Schweden * 8. Oktober 1753 in Stockholm † 17. März 1829 ebenda (Alter: 75 Jahre und 160 Tage)                    | 1787–1803 (Dauer: 16 Jahre) Einsetzungssalter: 34 Jahre | Sophie Albertine, die Tochter des Königs Adolf Friedrich von Schweden (1710–1771) und dessen Frau Prinzessin Luise Ulrike von Preußen (1720–1782) war die letzte Äbtissin des Stiftes. Ihr Bruder war Gustav III. von Schweden. | Schleswig-Holstein-Gottorf                                      |             |

Nach der Säkularisation 1803 wurde das Fürstentum Quedlinburg von Preußen in Besitz genommen und gehörte zwischen 1807 und 1814 zum Königreich Westphalen. Die Preziosen des Stiftes sind im sogenannten Zitter verwahrt. Bauliche Zeugnisse des Stiftes sind noch in Form der Stiftskirche St. Servatius und des Schlossmuseums erhalten. In letzterem befinden sich auch die Ölbilder der Äbtissinnen.